# Alameda de Paula
La Alameda de Paula es un paseo marítimo, el primero creado en La Habana, fue construida en 1777 por el arquitecto Antonio Fernández de Trebejos, por orden del Capitán General Felipe de Fondesviela, Marqués de la Torre, procedente de la corte de Carlos III, influenciada por la Ilustración francesa.

## Historia
En su etapa inicial la Alameda era una especie de terraplén con dos hileras de álamos y bancos. El nombre de Paula proviene de la iglesia cercana con ese nombre. Este paseo se ubicó en lo que era el basurero de la ciudad llamado el Rincón, frente a la Bahía de La Habana.
Entre 1803 y 1805 se realizaron algunas modificaciones, las que incluyeron una fuente, pavimento y asientos. En el año 1841 se ampliaron las escaleras de acceso y se colocaron varias farolas para la iluminación nocturna. 
En 1847 se levantó una fuente con una columna de mármol blanco, esculpida en el norte de Italia y en cada una de sus cuatro caras están representadas cabezas de león de cuyas bocas descienden chorros de agua. También se erigió el Teatro Principal "El Coliseo" destruido por un incendio tiempo después y hoteles como el Armadores de Santander, que llega hasta nuestros días.
En 1911 fue fragmentada debido a que una empresa de Estados Unidos, que controlaba las actividades portuarias.
En la actualidad ha sido remosada por la Oficina del Historiador de la ciudad. Luego de la declaración de  La Habana Vieja, como Patrimonio de la Humanidad. Las edificaciones portuarias colindantes se restauraron, así como las de valor arquitectónico mundial. En 2008 se inauguró la Catedral ortodoxa Nuestra Señora de Kazán, de estilo bizantino.